# The Dusty Foot on the Road
The Dusty Foot on the Road is een livealbum van de Somalisch-Canadese rapper K'naan. Het werd uitgebracht op 25 juni 2007 bij Wrasse Records.

## Nummers
| Nr. | Titel                                   | Duur |
| --- | --------------------------------------- | ---- |
| 1.  | Wash It Down (New York)                 | 2:42 |
| 2.  | The African Way (New York)              | 4:44 |
| 3.  | What's Hardcore? (Parijs)               | 2:51 |
| 4.  | In the Beginning (New York)             | 3:16 |
| 5.  | Smile (Amsterdam)                       | 4:08 |
| 6.  | Strugglin' (Edmonton)                   | 3:38 |
| 7.  | Be Free (Londen)                        | 3:52 |
| 8.  | Until the Lion Learns to Speak (Londen) | 2:14 |
| 9.  | Voices in My Head (Djibouti)            | 2:53 |
| 10. | Is It a Myth? (Djibouti)                | 3:33 |
| 11. | My God (New York) (met Mos Def)         | 4:51 |
| 12. | By the End of the Day (Djibouti)        | 2:11 |
| 13. | Soobax (Bristol)                        | 4:24 |